# La casa de las flores
La casa de las flores è una serie televisiva messicana creata e diretta da Manolo Caro. La serie rappresenta una famiglia disfunzionale messicana di alta classe che possiede un prestigioso negozio di fiori e affronta anche temi sociali come l'omosessualità e transessualità. Ha debuttato il 10 agosto 2018 in tutti i paesi in cui il servizio video on demand Netflix è disponibile.

## Trama
La serie è incentrata sulla storia di una famiglia di fioristi, apparentemente di successo e dallo stile di vita idilliaco, ma in realtà piena di scomodi segreti. Un giorno,  l'amante del patriarca si suicida nel negozio di fiori e lui decide di portare sua figlia con sé a casa sua, con la moglie e l'attuale famiglia, che non sapeva della sua esistenza. La serie esplora la necessità di proteggere e perdonare i propri cari, non importa quanto scomoda possa essere.

## Personaggi e interpreti

### Principali
- Virginia de la Mora (stagione 1), interpretata da Verónica Castro.
- Paulina de la Mora (stagioni 1-in corso), interpretata da Cecilia Suárez.
- Elena de la Mora (stagioni 1-in corso), interpretata da Aislinn Derbez.
- Julián de la Mora (stagioni 1-in corso), interpretato da Darío Yazbek Bernal.
- Diego Olvera (stagioni 1-in corso), interpretato da Juan Pablo Medina.
- Carmela "Carmelita" Villalobos (stagioni 1-in corso), interpretata da Verónica Langer.
- Claudio Navarro (stagioni 1-in corso), interpretato da Lucas Velázquez.
- Delia (stagioni 1-in corso), interpretata da Norma Angélica.
- Salomón Cohen (stagioni 1-in corso), interpretato da David Ostrosky.
- Lucía Dávila (stagione 1), interpretata da Sheryl Rubio.
- Dominique Shaw (stagione 1), interpretato da Sawandi Wilson.
- Roberta Sánchez (stagione 1), interpretata da Claudette Maillé.
- Bruno Riquelme de la Mora (stagioni 1-in corso), interpretato da Luis de la Rosa.
- Micaela Sánchez (stagioni 1-in corso), interpretata da Alexa de Landa.
- Ernesto de La Mora (stagioni 1-in corso), interpretato da Arturo Ríos.
- José María Riquelme Torres / María José Riquelme Torres (stagioni 1-in corso), interpretato da Paco León.

### Ricorrenti
- Alfonso "Poncho" Cruz (stagione 1), interpretato da Irving Peña.
- Federico Limantour (stagione 1), interpretato da Alexis Ortega.
- Willy (stagioni 1-in corso), interpretato da Federico Espejo.
- Ana Paula "La Chiquis" Corcuera (stagioni 1-in corso), interpretata da Natasha Dupeyrón.
- Luka (stagione 1), interpretato da Roberto Quijano.
- Mara Mardonez, interpretata da Sofía Sisniega.
- José Raúl "El Chiquis" Corcuera (stagioni 1-in corso), interpretato da Paco Rueda.
- Lalo (stagione 1), interpretato da Felipe Flores.
- Angélica (stagioni 1-in corso), interpretata da Elizabeth Guindi.

## Episodi
| Stagione                       | Episodi | Pubblicazione Messico | Pubblicazione Italia |
| ------------------------------ | ------- | --------------------- | -------------------- |
| Prima stagione                 | 13      | 2018                  | 2018                 |
| Seconda stagione               | 9       | 2019                  | 2019                 |
| Episodio speciale: Il funerale | 1       | 2019                  | 2019                 |
| Terza stagione                 | 11      | 2020                  | 2020                 |